# 丘纳尔
丘纳尔（Chunar），是印度北方邦Mirzapur县的一个城镇。总人口33919（2001年）。

## 人口
该地2001年总人口33919人，其中男性17884人，女性16035人；0—6岁人口5516人，其中男2892人，女2624人；识字率57.14%，其中男性为66.06%，女性为47.18%。